# 董韫美
董韫美（1936年3月4日—），男，云南昆明人，中国计算机软件专家，中国科学院软件研究所研究员，中国科学院院士。

## 生平
1956年毕业于吉林大学数学系。1993年当选中国科学院学部委员（院士）。